# ニューイングランドソウゲンライチョウ
ニューイングランドソウゲンライチョウ (学名：Tympanuchus cupido cupido) は、キジ目キジ科に属するソウゲンライチョウの亜種の一つ。別名ヒースヘン。

## 分布
アメリカ合衆国東部のニューイングランド地方に生息していたが、すでに絶滅した。

## 形態
ソウゲンライチョウにはニューイングランドソウゲンライチョウを含めて三つの亜種があり、北アメリカ東半部の平原地帯に広く分布していた。全長40cm、体重900g程度でソウゲンライチョウの中では小型の部類だった。体に茶色の濃淡の縞模様があり、オスのトサカと首の両側の袋はオレンジ色。

## 絶滅の経緯
ヨーロッパ人の入植地近くに大量にいたことから食用として乱獲され、1870年頃までにはマーサズ・ヴィンヤード島一箇所を残して全滅してしまった。しかし、1897年になっても、「ヒースヘンの絶滅はない」と言った学者もいた。その後、島は保護区に指定されたものの、1907年には77羽まで減少、このときになってようやく保護の重要性を認識した人々から募金活動などが起こるようになり、保護運動の甲斐あって1916年には2000羽まで回復した。しかし、その年に島に起きた火事で105羽まで減少した。しかも、この時期がメスの繁殖期に重なったために、巣を離れようとしなかった母鳥の大半が焼け死んでしまい、生き残った個体は大半がオスになってしまう。さらにその冬は異常に寒く、多くのソウゲンライチョウが倒れた。その後なんとか600羽までもち直す。しかし、島にシチメンチョウが導入されたため黒頭病という鳥の伝染病が流行し多くのソウゲンライチョウが死んだ。1932年3月11日に「ブーミング・ベン」と名付けられた最後の1羽のオスが死んでニューイングランドソウゲンライチョウは絶滅した。このことは、一つの個体群を守るときには数の問題だけでなく、生息地が狭い範囲に限定されないことも重要であるという重大な教訓を残した。

## 保全状況評価
EXTINCT (IUCN Red List Ver. 3.1 (2001))